# Marek Vácha
Marek „Orko“ Vácha (* 14. září 1966 Brno) je český římskokatolický kněz, teolog, molekulární biolog, bioetik, pedagog, spisovatel a skaut. Specializuje se na otázky evoluční biologie, lékařské a environmentální etiky.
Slouží jako farář lechovické farnosti. V letech 2007–2025 působil také jako farní vikář – kaplan Římskokatolické akademické farnosti při kostele Nejsvětějšího Salvátora. V letech 2007–2024 působil ve funkci přednosty Ústavu etiky a humanitních studií 3. lékařské fakulty Univerzity Karlovy, na níž byl v období 2010–2022 předsedou akademického senátu.
Ve skautu získal přezdívku „Orko“ ze spojení „Orlí oko“.

## Vzdělání a soukromý život
Vystudoval Přírodovědeckou fakultu Masarykovy univerzity v oboru molekulární biologie a genetika. Teologického vzdělání nabyl studiem na Cyrilometodějské teologické fakultě Univerzity Palackého v Olomouci (absolvoval v roce 1995) a v Bruselu. Ve své doktorské práci (2006) na Lékařské fakultě Masarykovy univerzity se zaměřil na etickou problematiku poznání lidského genomu a na genetiku chování.
Skautský vedoucí Zdeněk Papoušek mu v roce 1976 udělil přezdívku „Orko“, znamenající „Orlí oko“, kterou také používá v občanském jménu Marek „Orko“ Vácha.
Zúčastnil se dvou expedic do Antarktidy (1997 a 2000) na základnu Eco Nelson na ostrově Nelson v Jižních Shetlandách společně s Jaroslavem Pavlíčkem.

## Duchovní a pedagogická kariéra

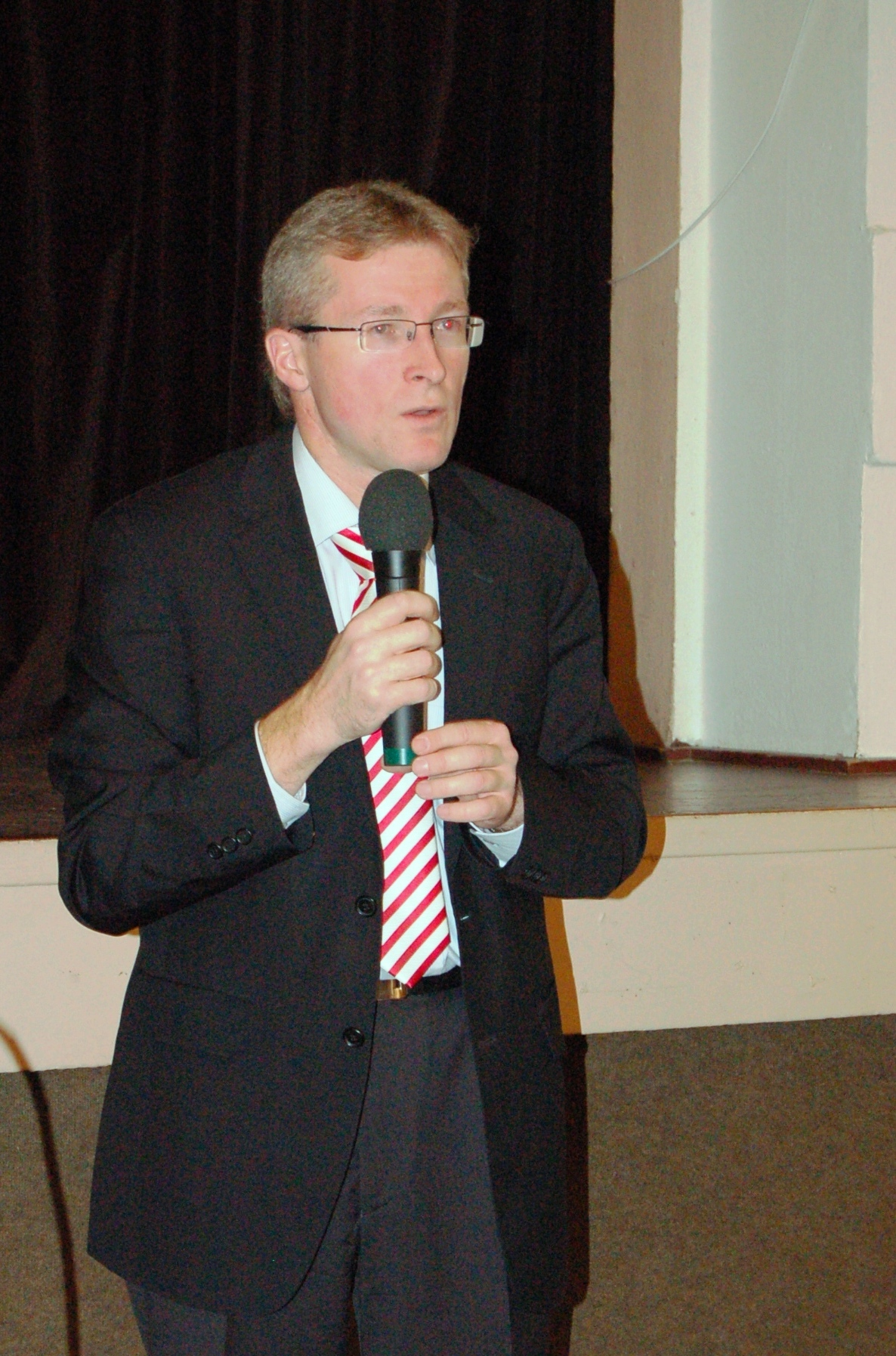
Marek Vácha na Celostátním setkání animátorů seniorů v Hradci Králové, 2009

Od roku 2003 do září 2011 působil jako administrátor farnosti Lechovice a od října 2011 je farářem této farnosti.
Od října 2007 do února 2025 sloužil také jako farní vikář – kaplan Římskokatolické akademické farnosti při pražském kostele Nejsvětějšího Salvátora. K 15. únoru 2025 jej z arcibiskup Jan Graubner této funkce uvolnil z funkce. O odvolání byl informován o dva dny dříve. Podle mluvčího pražského arcibiskupství Jiřího Prinze „porušil předpisy katolické církve při bohoslužbě v pořadu Hospodin v hospodě vysílaného v televizi Noe,“ což vedlo ke stížnostem věřících. Arcibiskup se při odvolání zaštítil stanoviskem Liturgické komise ČBK, jejíž předseda Martin David se však od použití stanoviska k odvolání distancoval. Deník N navíc zjistil, že sám arcibiskup v e-mailech vyzýval člena konzervativní organizace Opus Dei, aby věřící posílali na Váchu stížnosti.
Proti netransparentnímu chování ze strany pražského arcibiskupství se uskutečnila demonstrace před sídlem arcibiskupství. Váchy se zastal také profesor teologie František Kunetka, který kritizoval formalistický a účelový výklad církevních předpisů, který popírá smysl těchto norem. Podle Kunetky se Vácha „provinil pouze tím, že ukázal na jednostrannost výkladu jednoho předpisu.“ Ke konci února 2025 vydali Graubner a Vácha společné prohlášení, v němž vyjádřili lítost těmito událostmi, na arcibiskupově rozhodnutí se ovšem nic nezměnilo.
Vyučoval na Arcibiskupském gymnáziu v Praze a na Biskupském gymnáziu v Brně přednášel biologii, náboženství a etiku.
Působí na Ústavu etiky a humanitních studií 3. lékařské fakulty Univerzity Karlovy, jehož přednostou byl v letech 2007–2024. V prosinci 2010 byl poprvé zvolen předsedou akademického senátu fakulty, který vedl do prosince 2022. Externě vyučuje na Katedře environmentálních studií Fakulty sociálních studií Masarykovy univerzity.

## Členství a názory
Stal se členem správní rady konzervativního think tanku Institut pro křesťansko-demokratickou politiku, který založila křesťansko demokratická politická strana KDU-ČSL. V lednu 2022 byl jmenován členem socioekonomického týmu ministra zdravotnictví Vlastimila Válka, působícího ve vládě Petra Fialy, jako jeho poradce pro otázky etiky při zvládání pandemie covidu-19.
Podle jeho názoru by měl být celibát farářů v terénu dobrovolný.
V červenci 2024 vyjádřil podporu Izraeli během války v Pásmu Gazy. Odmítl tvrzení, že by se Izrael v Gaze dopouštěl genocidy, a prohlásil, že „Izraelská armáda je armádou demokratického státu, snaží se minimalizovat počty civilních obětí a docela se jí to daří.“

## Dílo

### TV Noe a Česká televize
V TV Noe a České televizi se stal autorem scénáře, moderátorem či účinkujícím následujících pořadů:
- Tančící skály (ČT, 16 dílů),[22]
- Náš dům v kosmu – ekologie a bioetika (TV Noe, 40 dílů),[23]
- Jde o život (TV Noe, 9 dílů),[24]
- Na jedné lodi (TV Noe, 9 dílů),[25]
- Na druhý pohled (TV Noe, 9 dílů),[26]
- Ateliér užité modlitby (TV Noe, 18 dílů)[27]
- Lidé z cest (TV Noe, 10 dílů).[28]

## Ocenění
- 2016: Pamětní medaile 3. lékařské fakulty Univerzity Karlovy[29]
- 2022: Cena města Brna – za zásluhy o svobodu a demokracii[9]
- 2022: Stříbrná medaile svatého Vojtěcha za publikační činnost v oblasti teologie a církevní publicistiky[30]
- 2023: Stříbrná pamětní medaile Univerzity Karlovy

## Citáty
| „ | Podívejte, interrupce není ani tak přerušení těhotenství jako spíše ukončení těhotenství, ukončení života dítěte, vražda dítěte, chcete-li, a škodí jak té ženě, tak i tomu dítěti, a to tedy dosti výrazně. Kdo to nevidí, je slepý, k tomu opravdu nemusím být profesor teologie. | “ |

| „                          | Ježíš říká „nazval jsem vás přáteli“, tedy ne dětmi autoritativního otce a starostlivé matky církve, po kterých se chce především bezpodmínečná poslušnost, následování příkazů, jejichž porušení je přísně trestáno, nýbrž přáteli, spolutvůrci, partnery ve stvoření. Možná tedy ani ne Bůh, který připravil tuto vysokou školu, tuto partnerku, tento byt, tuto práci a tento počet dětí, jako spíš Bůh, který mi dá pět hřiven a zamává. | “ |
| — z knihy Neumělcům života | |   |

| „                                     | Někdy se ptám sám sebe, kolik katolíků nás musí ještě zbýt, abychom jiný způsob žití své víry nechápali jako osobní urážku nebo jako urážku Boha a katolické církve. Velmi toužím po církvi, kde bychom na závěr našich disputací šli do kantýny to zalít džusem nebo něčím ostřejším, toužím po církvi hledajících, církvi pokorných, kteří nemyslí, že kdo vidí věci jinak, je hned v prvním kole heretik. | “ |
| — z knihy Modlitba argentinských nocí | |   |